# Resolutie 2111 Veiligheidsraad Verenigde Naties
Resolutie 2111 van de Veiligheidsraad van de Verenigde Naties werd unaniem door de VN-Veiligheidsraad aangenomen op 24 juli 2013. De resolutie verlengde de waarnemingsgroep die toezag op het wapenembargo tegen Somalië en Eritrea met vijftien maanden. Verder onttrok de resolutie de Somalische veiligheidsdiensten van datzelfde embargo.

## Achtergrond
In 1960 werden de voormalige kolonies Brits-Somaliland en Italiaans-Somaliland onafhankelijk en samengevoegd tot Somalië. In 1969 greep het leger de macht en werd Somalië een socialistisch-islamitisch land. In de jaren 1980 leidde het verzet tegen het totalitair geworden regime tot een burgeroorlog en in 1991 viel het centrale regime. Vanaf dan beheersten verschillende groeperingen elk een deel van het land en enkele delen scheurden zich ook af van Somalië. Toen milities van de Unie van Islamitische Rechtbanken de hoofdstad Mogadishu veroverden greep buurland Ethiopië in en heroverde de stad. In 2007 stuurde de Afrikaanse Unie met toestemming van de Veiligheidsraad 8000 – later 12.000 – vredeshandhavers naar Somalië. In 2008 werd de piraterij voor de kust van Somalië een groot probleem.

## Inhoud

### Waarnemingen
Het verbod op houtskool werd geregeld geschonden, alsook de wapenembargo's tegen Somalië en Eritrea. Verder bleven mensenrechtenschendingen schering en inslag. Toch had Somalië veel vooruitgang geboekt. De regering werd geprezen om haar inspanningen om vrede en stabiliteit te brengen.

### Handelingen
Tot 6 maart 2014 gold het wapenembargo niet voor leveringen aan Somaliës veiligheidsdiensten. Deze wapens mochten niet doorverkocht worden buiten de veiligheidsdiensten. Somalië zou de Veiligheidsraad ook op zesmaandelijkse basis op de hoogte houden over de structuur, wapenopslagplaatsen en het wapenbeheer van zijn veiligheidsdiensten.
Het mandaat van de Waarnemingsgroep Somalië en Eritrea werd verlengd tot 25 november 2014.

## Verwante resoluties
- Resolutie 2093 Veiligheidsraad Verenigde Naties
- Resolutie 2102 Veiligheidsraad Verenigde Naties
- Resolutie 2124 Veiligheidsraad Verenigde Naties
- Resolutie 2244 Veiligheidsraad Verenigde Naties (2015)

Lijst ·  2086 ·  2087 ·  2088 ·  2089 ·  2090 ·  2091 ·  2092 ·  2093 ·  2094 ·  2095 ·  2096 ·  2097 ·  2098 ·  2099 ·  2100 ·  2101 ·  2102 ·  2103 ·  2104 ·  2105 ·  2106 ·  2107 ·  2108 ·  2109 ·  2110 ·  2111 ·  2112 ·  2113 ·  2114 ·  2115 ·  2116 ·  2117 ·  2118 ·  2119 ·  2120 ·  2121 ·  2122 ·  2123 ·  2124 ·  2125 ·  2126 ·  2127 ·  2128 ·  2129 ·  2130 ·  2131 ·  2132